# Only You (1992)
Only You (alternativer Titel: Love Stinks) ist eine US-amerikanische Filmkomödie aus dem Jahr 1992 von Betty Thomas, die mit diesem Film als Regisseurin debütierte. Die Hauptrollen des Films sind mit Andrew McCarthy, Kelly Preston und Helen Hunt besetzt.
Das Filmplakat titelte seinerzeit: „Eigentlich liebt er nur die Eine – aber welche?“ Auf einem anderen Filmplakat war zu lesen: „A comedy about having the right feelings for the wrong girl“ (Eine Komödie über die richtigen Gefühle für das falsche Mädchen).

## Handlung
Clifford „Cliff“ Godfrey aus Chicago, von Beruf gut bezahlter Puppenhausbauer- und Designer, wird von seiner Verlobten wenige Stunden vor einem gemeinsamen Urlaub in Mexiko verlassen – und das kurz vor Weihnachten. Clare Enfield, eine Reiseagentin, teilt Cliff mit, dass seine Tickets nicht erstattungsfähig seien. Clifford will seiner Ärger darüber runterspülen und sucht eine Bar auf, wo er Amanda Hughes kennenlernt, die ihm erzählt, dass sie erst kürzlich von ihrem reichen Freund Max verlassen worden sei, der zu seiner Frau zurückgekehrt sei. Cliff findet Amanda sehr sexy und zudem hat sie den Glamour-Faktor nach dem er bei Frauen immer auf der Suche ist und so fragt er sie, ob sie mit ihm in den Urlaub nach Mexiko reisen wolle. Amanda stimmt zu, und schon startet der Flug in die Sonne. Beide haben an diesem Abend mehr getrunken als gut für sie. Als Amanda am nächsten Morgen wieder nüchtern ist, kann sie sich nicht daran erinnern, mit Cliff geschlafen zu haben oder mit ihm nach Mexiko gereist zu sein. Trotz einiger Vorbehalte kann Clifford die junge Frau jedoch überzeugen, für die Dauer des Urlaubs bei ihm zu bleiben. Während der Zeit in Mexiko, flirtet sie ständig mit ihm, weist ihn aber zurück, wenn er ihr näherkommen will. Sie manipuliert ihn, sie auf einen Einkaufsbummel im Resort mitzunehmen und ihr ein teures Abendessen zu finanzieren. Sie schenkt Clifford jedoch kaum Aufmerksamkeit und flirtet stattdessen lieber mit anderen Männern.
Beim Abendessen im Hotel trifft Clifford wieder auf Clare, die das Restaurant für eine Reisebroschüre des Resorts fotografiert, und dankt ihr nun, dass sie ihm keine Rückerstattung gewährt habe. Nach dem Abendessen führt Amanda Clifford zu einem Whirlpool und bittet ihn, sich auszuziehen und im Wasser auf sie zu warten, sie habe einen Ohrring verloren, den sie kurz suchen müsse. Während er wartet, kümmert das Amanda jedoch wenig, sie flirtet mit verschiedenen Männern an der Bar. Nachdem es Clifford zu dumm geworden ist, sucht er sein Hotelzimmer auf, nimmt ein warmes Schaumbad und schläft ein. Ihm ist klar geworden, dass Amanda viel zu oberflächlich ist und Männer nur benutzt und ausnutzt und ein nymphomanes Biest ist. Sie sieht zwar aus wie ein Covergirl, hat aber wohl auch eine Persönlichkeit, die nicht tiefer geht als ein Magazincover.
Clifford wendet sich nun Clare zu und beginnt eine Romanze mit ihr. Das wiederum ärgert Amanda, die sich für unwiderstehlich hält, und sie versucht nun, die beiden zu stören, wo immer sie kann. Und tatsächlich gelingt es ihr auch, einen Keil zwischen Clifford und Clare zu treiben. Doch bereits auf dem Rückflug aus dem Urlaub bringt ein Missverständnis sie dazu, sich wiederum einem anderen Mann zuzuwenden, der ihr lukrativer erscheint. Obwohl Clifford es schon ahnte, ist ihm nun endgültig klargeworden, dass er einen großen Fehler gemacht hat, als er Clare hat gehen lassen. Als er sich bei ihr entschuldigen will, überzieht er mal wieder, letztendlich kann er Clare aber doch davon überzeugen, ihm zu glauben, dass er sein Verhalten ehrlich bereut und sie an seiner Seite haben möchte.

## Produktion

### Dreharbeiten, Produktionsnotizen
Die Komödie wurde im Mai 1991 im Mandalay Beach Resort, Osnard in Kalifornien gedreht. Produziert wurde der Film von Dayjob-Films, Highlight Communications und Pro Filmworks.

### Soundtrack
- Xmas Medley, traditionelle Weise, arrangiert und produziert von Peter Melnick,
  - vorgetragen von Jim Cox am Piano, George Doering Gitarre, Kenneth Wild Bass, Steve Houghton Drums, Sal Marques Trompete, Dan Higgins Saxophon
- Chicks Go Crazy…, geschrieben und vorgetragen von O’Andy
- We Wish You a Rodent Christmas, arrangiert und produziert von Peter Melnick
  - vorgetragen von Randy Crenshaw, Bob Joyce, Peter Hix & David Joyce
- Santa Claus Forgot Me, geschrieben, zusammengestellt und produziert von Peter Melnick, vorgetragen von Peter Hix
- A Christmas Wish, geschrieben von Richard Reicheg und George S. Clinton, vorgetragen von George S. Clinton
- Jingle Bells, geschrieben von James Lord Pierpont, arrangiert und produziert von Peter Melnick, vorgetragen von Angie Jaree
- Reggae Dreidl/Rasta Chanukah Medley, traditionelle Weise, arrangiert und produziert von Peter Melnick, vorgetragen von Randy Crenshaw
- Back on the Road Again, geschrieben und vorgetragen von Lonnie Mack & Ed Labunski, produziert von Lonnie Mack
- Crazy (Drivin’ Me), geschrieben, zusammengestellt und produziert von Wendy Levy & Christopher Page, vorgetragen von Shawn Jones
- Te Quiero, geschrieben, zusammengestellt und produziert von Peter Melnick,
  - zusätzliche Percussion von Luis Conte, vorgetragen von Patti Linsky Rubin, Angie Jaree & Peter Hix
- My Little Friend, geschrieben von David Sobel, Luther Russell und Mark Lane, produziert von John Fischbach, vorgetragen von The Free Wheelers
- Don’t Leave Me Alonely, geschrieben, zusammengestellt und produziert von Kid Creole, vorgetragen von Kid Creole & the Coconuts
- Gorgeous, geschrieben, zusammengestellt von Kid Creole, vorgetragen von Kid Creole & the Coconuts
- A Man Needs a Woman, geschrieben von O. B. McClinton, produziert von Quinton Claunch, vorgetragen von James Carr
- Cliff’s Blues, geschrieben von Richard Reicheg und Billy Vera, vorgetragen von Billy Vera
- Only You, Text und Musik von Peter Melnick und Wendy Levy, vorgetragen von Billy Vera
- Only You (And You Alone), geschrieben von Buck Ram (als Ande Rand), vorgetragen von The Platters

### Veröffentlichung
In Deutschland wurde der Film am 4. Juni 1992 erstmals veröffentlicht. In Südkorea wurde er am 23. Mai 1992 erstveröffentlicht, in Ungarn im August 1992, in den Vereinigten Staaten hatte der Film am 16. September 1992 Videopremiere und in Japan am 18. Dezember 1992 ebenfalls. In Argentinien wurde der Film am 28. Januar 1993 erstmals veröffentlicht. Veröffentlicht wurde er zudem in Australien, Brasilien, Kanada, Griechenland, Italien, Polen, Portugal, Russland, Serbien, im Vereinigten Königreich und in Venezuela. Der Arbeitstitel des Films lautete Love Stinks.

## Kritik
Karl Williams schrieb in der New York Times, dass die Komödie versuche, die Screwball-Comedys der 1930er Jahre nachzuahmen.
Peter Strotmann setzte sich im Lexikon des internationalen Films mit dem Film wie folgt auseinander: „Die Sonne“ sei „noch keine Zweimal über den Wellen der Karibik untergegangen“, da trete „die Geschichte schon auf der Stelle“. Da es aber „bei Clifford so unerklärlich lange“ dauere, „bis der Groschen in Sachen Amanda“ falle, werde „der Zuschauer mit Skizzen vom Strand hingehalten, die allenfalls belegen, daß der Amerikaner in der Karibik hause wie der Deutsche auf Mallorca“. „Zu allem Überfluß“ habe „der Film keine Figur zu bieten, die Sympathie verdienen würde“. „Seichter Unterhaltungsfilm, der keine Sympathieträger, dafür aber zahlreiche Klischees anbietet.“ Fazit einer faden Komödie: „es gibt zwei Geschlechter, und eins ist schwächer als das andere.“
Derek Winnert sah das etwas anders und schrieb, dass diese liebenswerte, romantische Komödie angenehm entspannend sei und drei gute, sympathische Stars habe, deren Darbietungen gefallen würden. Allerdings sei der Film nicht stark genug, um ein großer Erfolg oder ein frisches Original zu sein.
Morgan R. Lewis stellte bei Morgan on Media fest, dass die Handlung des Films so vorhersehbar sei, wie das in einer romantischen Komödie nur sein könne; jeder Aspekt der Beziehungen sei einfach anhand der Persönlichkeiten der drei Hauptfiguren zu erkennen. Tatsächlich sei es nicht schwer, das allein schon anhand des Posters zu erraten. Aber auch wenn die Handlung offensichtlich sei, habe sie doch einige Vorzüge. Der Film sei nicht schlecht gemacht und es gebe zwischendurch einige echte Lacher – keine romantischen Komödien-Lacher, sondern wirklich ehrlich Komödien-Lacher. Diese gingen natürlich größtenteils auf Cliffs Kosten, und Andrew McCarthy mache seine Sache als Typ, der den Kopf so weit in den Wolken habe, dass diese Dinge einigermaßen glaubwürdig seien, ganz gut. Kelly Preston überfordere ihre schauspielerischen Fähigkeiten nicht gerade, um die geistlose Amanda zu spielen, aber sie passe perfekt in die Rolle. Und Helen Hunt sei wie immer charmant als Clare, die größtenteils bodenständig, aber dennoch ein wenig schrullig sei – und auf ihre eigene Art ein bisschen naiv. Das Schöne an dem Film sei, dass er trotz seiner Einfachheit und seines Schema-Ansatzes das Publikum nicht beleidige, indem er vorgebe, Helen Hunt sei ein graues Mäuschen. Only You sei ein einfacher und vorhersehbarer Film. Es sei nicht so, dass Leute ihn unbedingt sehen wollen und wahrscheinlich sei er auch nach einiger Zeit schnell wieder vergessen. Aber während man ihn schaue, sei er eine harmlose und einigermaßen unterhaltsame romantische Komödie, die zwischendurch für ein paar gute Lacher sorge.
Die Redaktionskritik von Cinema war gespalten, dort hieß es: „Die reizvolle Besetzung tröstet über eine vorhersagbare Story hinweg.“ Fazit: „Sympathische, kurzweilige Sommerkomödie.“